# Верхнее Бобино
Верхнее Бобино (баш. Үрге Бобин) — деревня в Мечетлинском районе Башкортостана, входит в состав Малоустьикинского сельсовета.

## Население
| 1939 | 1959 | 1970 | 1979 | 1989 | 2002 | 2009 |
| ---- | ---- | ---- | ---- | ---- | ---- | ---- |
| 333  | ↘219 | ↘206 | ↘55  | ↘16  | ↘15  | ↘10  |
| 2010 |      |      |      |      |      |      |
| ↘8   |      |      |      |      |      |      |

Национальный состав
Согласно переписи 2002 года, преобладающие национальности — русские (66 %), башкиры (27 %).

## Географическое положение
Расстояние до:
- районного центра (Большеустьикинское): 12 км,
- центра сельсовета (Малоустьикинское): 7 км,
- ближайшей ж/д станции (Красноуфимск): 120 км.